# 龍光寺 (杉並区)
龍光寺（りゅうこうじ）は、東京都杉並区にある真言宗室生寺派の寺院。

## 概要
創建年代は不明である。龍観によって開山されたと伝わる。龍観は1493年（明応2年）寂とされていることから、少なくともその頃までには寺が成立していたと推測される。一説では、もっと古く1172年（承安2年）の開山ともいわれている。
明治初期に、同宗派の「日照寺」という寺を合併している。

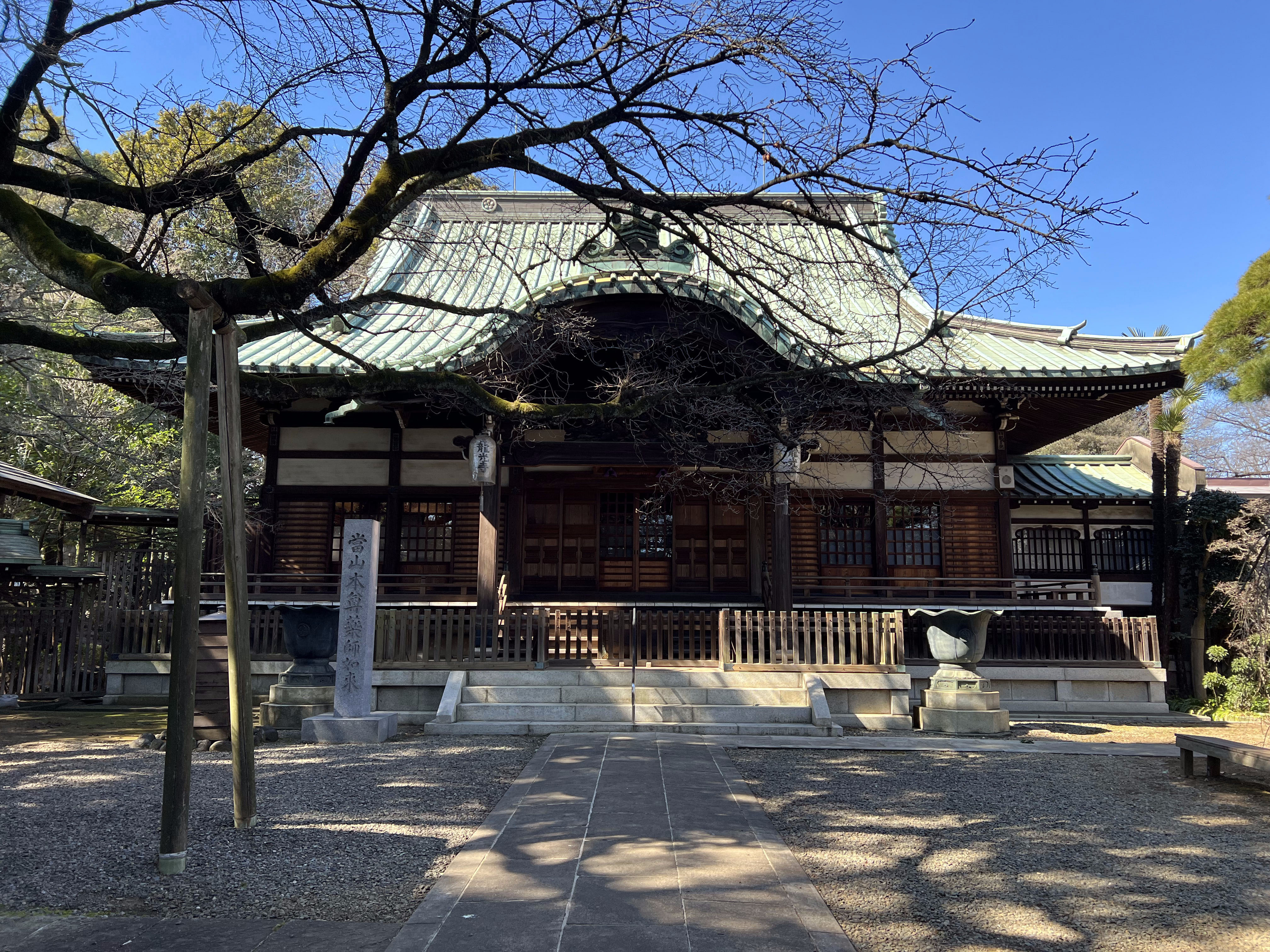
本堂

## 本尊
当寺の本尊の薬師如来は難病にご利益があるとされ、広く信仰を集めたという。院号の「医王院」も薬師如来に由来している。

## 境内
- 板碑
- 庚申塔
- 供養塔

## 交通アクセス
- 京王井の頭線永福町駅より徒歩6分
- 京王線明大前駅より徒歩10分